# George Steinmann

George Steinmann, 2024 (Foto David Aebi)

George J. Steinmann (* 23. Februar 1950 in Bern) ist ein Schweizer Künstler, Bluesmusiker, Forscher und Träger der Ehrendoktorwürde der Universität Bern (2011).

## Leben

George Steinmann – Symbioses of Responsibility – Blues for the Glaciers, 2015

George Steinmann – The Universe and the Consciousness of Inner Life, 2023

George J. Steinmann wurde 1950 in Bern geboren. Kindheit und Schulzeit verbrachte er in Thun. Nach einer Grafikerlehre in Bern studierte er Malerei an der Hochschule für Gestaltung in Basel sowie später in San Francisco Malerei, Afroamerikanistik und Native American History am San Francisco Art Institute (u. a. bei Angela Davis und Carol Lee Sanchez). Ab 1966 war Steinmann mit verschiedenen Bands zuerst in der Schweiz und dann europaweit als Bluesgitarrist aktiv. Von 1970 bis 1975 lebte er als Musiker und Bildender Künstler in Finnland und von 1978 bis 1980 in San Francisco.
Seit 1980 lebt und arbeitet Steinmann als freischaffender Künstler, Bluesmusiker und Forscher in Bern.

## Werk
Das künstlerische Werk von George Steinmann umfasst Fotografien, Installationen, Konzeptkunst, Malerei, Objektkunst, Video und Zeichnungen. Seit 1979 internationale Ausstellungstätigkeit in Museen, Off-Spaces und Galerien. Ausgestellt hat Steinmann u. a. im Pori Art Museum (1989), in der Winnipeg Art Gallery (1993), dem Museum of Contemporary Art Ateneum Helsinki (1996), der Art Gallery of Ontario, Toronto (1997), in The Contemporary Arts Centre Cincinnati (2002), im Helmhaus Zürich (2007), in der Galerie Heike Strelow, Frankfurt (seit 2007), in der LACE Kunsthalle Los Angeles (2012), in der ERES-Stiftung München (2012), im Kunstmuseum Thun (2014), im Zentrum Paul Klee (2015), im Taxispalais Kunsthalle Tirol, Innsbruck (2015), im Haus Lange, Haus Esters, Kunstmuseen Krefeld (2016), im Riverside Art Museum Peking (2019), im Parrish Art Museum New York (2020), im Kunsthaus Interlaken (2021), im Run Shaw Creative Media Centre, City University of Hong-Kong (2021), im Museo Nazionale della Montagne, Turin (2022), im Kunstmuseum Solothurn (2022) und im Museum Franz Gertsch, Burgdorf (2023).
Diverse Werke im öffentlichen Raum: u. a. «Ruumi Naasmine»: Renovation der Kunsthalle Tallinn, Estland, als nachhaltig wirkende Skulptur (1992–1995), das Werk «Metalog» im Max Planck-Institut für Molekulare Zellbiologie und Genetik, Dresden (2001), das Werk «Komi» in der Republik Komi, Russland (1997–2007), das «Werk Saxeten. Eine wachsende Skulptur» (2002–2006) und das Werk «Kunst ohne Werk aber mit Wirkung» in der ARA Bern (2012). Steinmann ist auch Initiant des «Prix Thun für Kunst und Ethik. Eine wachsende Skulptur» (seit 2015). Mit dem offiziellen Mandat «Artistic Observer» nahm Steinmann ausserdem an der COP21-UN-Klimakonferenz in Paris (2015) sowie an der COP23-UN-Klimakonferenz in Bonn (2017) teil. Als Bluesgitarrist ist er seit 1966 in der Schweiz, Europa und den USA aktiv. Konzerte und Festivalperformances mit eigener Band und mit afroamerikanischen Künstlern wie Mike Henderson, Eddie Boyd, Margie Evans, Kathie Webster und Grammy-Gewinner Johnny Copeland.
Nach Hermann Hesse (1947), Alberto Giacometti (1965), Gottfried Tritten (1986) und Ilja Kabakov (2000) ist George Steinmann erst der fünfte Künstler, dem die philosophisch-historische Fakultät der Universität Bern die Würde des Ehrendoktors verliehen hat. Ausgezeichnet wurde sein Werk ferner mit dem Eidgenössischen Stipendium für freie Kunst (1988/1989), dem Kristijan Raud Kunstpreis, Stadt Tallinn, Estland (als einziger ausländischer Künstler) (1996), dem Prix Meret Oppenheim, Bundesamt für Kultur (2001), dem Atu-Prix, Berner Kulturpreis für Architektur, Technik und Umwelt (2009), dem Prix Visarte für Kunst im öffentlichen Raum (2017) sowie dem Grossen Kulturpreis der Stadt Thun (2018), u. a. für sein «engagiertes, relevantes und visionäres Schaffen».
Steinmann versteht sich als Brückenbauer zwischen den Disziplinen und legt Wechselwirkungen frei. Diese beziehen sich auf die Naturwissenschaften, die Philosophie, ebenso wie auf die Architektur und die Natur insgesamt. Die gesellschaftliche Realität im 21. Jahrhundert sei zu komplex geworden, «als dass wir uns den Luxus einer disziplinären Vereinfachung noch leisten können. Deshalb unterstütze ich mit meinen Werken auch ein transdisziplinäres und ganzheitliches Bewusstsein.» Seine künstlerische Praxis ist daher forschungsorientiert und beinhaltet Recherchen zur kulturellen Dimension der Agenda 2030, zur Klimakrise sowie zur Ökologie von Wald und Wasser.
Nebst Publikationen, CDs sowie Produktionen für Radio, TV und Film ist George Steinmann auch als Vortragender in Europa, USA, Mexiko, Indien und Asien zu Themen der Kunst und Nachhaltigkeit aktiv. Als Gastdozent hat er u. a. an der Hochschule der Künste Bern (2001–2009), der Zürcher Hochschule der Künste (2012–2015) sowie am Institut für Kunstgeschichte der Universität Bern (2020) gelehrt.
Über sein Werk erschien 2023 der Dokumentarfilm Deep Horizon. George Steinmann sieht das Unsichtbare vom Filmemacher Markus Baumann.

### Bilder

RHIZOM 6, 2022
Das Werk Saxeten – Klause, 2006
Metalog – Max Planck Institute of Molecular Cell Biology and Genetics Dresden, 2001
The fossile Age – Kunstmuseum Solothurn, 2022
Suchraum Wildnis – Schwarzwald BE, 2006